# Adela Noriega
Adela Amalia Noriega Méndez (Mexikóváros, 1969. október 24. –) mexikói színésznő.

## Élete és pályafutása
Adela Noriega kisgyermekkorában veszítette el édesapját, így magára maradt édesanyjával és két testvérével. 15 évesen kezdte meg színészi karrierjét a Juana Iris című telenovellában, valamint szerepelt a Chacún, Chacún, ra, ra című tévés produkcióban is, így apránként megismerte és megszokta a reflektorfényt. Pályája kezdetén több alkalommal is szerepelt videóklipekben, többek között Lucía Méndez Corazón de piedra című klipjében, illetve Luis Miguel Palabra de honor című videójában. 1987-ben kapta meg élete legnagyobb lehetőségét  a Yesenia című sorozatban, majd nem sokkal később Thalía oldalán szerepelt a nagy sikerű Quinceañera című telenovellában is. (Érdekesség, hogy ennek a telenovellának az újrafeldolgozását, a Primer amort („Első szerelem”) Magyarországon is láthattuk.) A két nagy sikerű telenovellával a háta mögött elhatározta, hogy elfogadja a Guadalupe című sorozat főszerepét, amelyben Eduardo Yáñezszel szerepelt együtt, és ezért az Amerikai Egyesült Államokba utazott, ahol a sorozat készült. 1995-re a María Bonita című kolumbiai sorozat hősnőjévé változott, majd visszatért Mexikóba 1997-ben, ahol hat évre szóló szerződést írt alá a Televisával, Mexikó legrangosabb sorozatgyártó cégével, amely négy telenovella elkészítéséréről szólt. Ezek közül az első volt a nálunk is sikerrel vetített María, amelynek főszerepéért Adela 1997-ben átvehette a TvyNovelas legjobb színésznőnek járó díját. A következő évben még nagyobb sikereket ért el az Titkok és szerelmek (El privilegio de amar) című telenovellával, amelyet szintén láthattunk itthon is. Ez a sorozat hozta meg neki a nemzetközi hírnevet. Hosszabb szünet után 2001-ben állt újra kamera elé az El manantial című sorozatban. 2003-ban Matildét játszotta Carla Estrada hatalmas sikerű produkciójában, az Amor realban, ahol Fernando Colungával és Mauricio Islasszal játszhatott együtt. A sorozat olyan sikeres volt, hogy nem sokkal a befejezése után újból műsorra tűzte a Canal de las Estrellas, mégpedig főműsorban. 2005-ben Adela a La esposa virgen című sorozattal tért vissza a telenovellák világába. Az elég rövidre (80 epizód) sikerült alkotás bár nem lett olyan sikeres mint az Amor real, mégis sok országba exportálták. A pár hónapos forgatás végeztével Adela visszavonult pihenni, bár elvállalt egy-két reklámforgatást: ezek közé tartozik a Maseca-kampány, ahol Mauricio Islasszal szerepelt.
2008-ban – 3 év kihagyás után – Adela újra visszatért a tévéképernyőkre, hogy eljátszotta a Fuego en la sangre főszerepét, Eduardo Yáñez oldalán. A novella hatalmas sikerét jól jellemzi, hogy a forgatásokat többször meghosszabbították, mivel annyira sokan nézték Mexikóban és az Egyesült Államokban is. 
Állandó magyar hangja: Zakariás Éva.

## Filmográfia

### Telenovellák
| Év   | Cím                                       | Szerep                                                | Magyar hang  | TV stúdió    |
| ---- | ----------------------------------------- | ----------------------------------------------------- | ------------ | ------------ |
| 1984 | Principessa                               | Alina                                                 |              | Televisa     |
| 1985 | Juana Iris                                | Romina                                                |              | Televisa     |
| 1986 | Yesenia                                   | Yesenia                                               |              | Televisa     |
| 1987 | Quinceañera                               | Maricruz Fernández Sarcoser                           |              | Televisa     |
| 1989 | Dulce desafío                             | Lucero Sandoval                                       |              | Televisa     |
| 1993 | Guadalupe Guadalupe                       | Guadalupe Zambrano Santos                             |              | Telemundo    |
| 1995 | María Bonita María Bonita                 | María Reynoso/"María Bonita"                          |              | RTI Colombia |
| 1997 | María Isabel                              | María Isabel Sánchez                                  | Zakariás Éva | Televisa     |
| 1998 | Titkok és szerelmek El privilegio de amar | Cristina Miranda                                      | Zakariás Éva | Televisa     |
| 2001 | Az ősforrás El manantial                  | Alfonsina Valdés Rivero                               | Oláh Orsolya | Televisa     |
| 2003 | Tiszta szívvel Amor real                  | Matilde Peñalver y Beristáin Curiel de Fuentes Guerra | Zakariás Éva | Televisa     |
| 2005 | La esposa virgen                          | Virginia Alfaro                                       |              | Televisa     |
| 2008 | Fuego en la sangre                        | Sofía Elizondo Acevedo-Rodriguez                      |              | Televisa     |

### Filmek
- Los Amantes del Señor de la Noche (1984)
- Un sábado más (1985) - Lucía

### Programok
- Cachún cachún ra ra! (1984–1987) - Adela